# برستون غوميز
برستون غوميز هو لاعب كرة قاعدة كوبي، ولد في 20 أبريل 1923 في Guatemala, Cuba ‏ في كوبا، وتوفي في 13 يناير 2009 في فوليرتون في الولايات المتحدة.

## وصلات خارجية
- برستون غوميز على موقعبيزبول رفرنس.كوم (الدوري الرئيسي) (الإنجليزية)
- برستون غوميز على موقعبيزبول رفرنس.كوم (الدوري الثانوي) (الإنجليزية)